# Brocchinia amazonica
Brocchinia amazonica är en gräsväxtart som beskrevs av Lyman Bradford Smith. Brocchinia amazonica ingår i släktet Brocchinia och familjen Bromeliaceae. Inga underarter finns listade i Catalogue of Life.